# Сергієво (Кічменгсько-Городецький район)
Сергі́єво (рос. Сергеево) — присілок у складі Кічменгсько-Городецького району Вологодської області, Росія. Входить до складу Кічмензького сільського поселення.

## Населення
Населення — 30 осіб (2010; 32 у 2002).
Національний склад (станом на 2002 рік):
- росіяни — 97 %